# Cyrtandra hirtigera
Cyrtandra hirtigera är en tvåhjärtbladig växtart som beskrevs av H.J. Atkins och Cronk. Cyrtandra hirtigera ingår i släktet Cyrtandra och familjen Gesneriaceae.

## Underarter
Arten delas in i följande underarter:
- C. h. chlorina
- C. h. hirtigera